# Panzer I
Xe tăng Panzerkampfwagen I, hay Sonderkraftfahrzeug (SdKfz) 101, được viết tắt là PzKpfw I nhưng được biết nhiều nhất dưới cái tên Panzer I là loại xe tăng hạng nhẹ được sản xuất bởi Đức Quốc xã vào những năm 1930. 
Được dự định vào mục đích huấn luyện cho loại hình "chiến tranh thiết giáp" của quân đội Đức, nó được thiết kế vào năm 1932 và sản xuất hàng loạt vào năm 1934. Xe tăng Panzer I đã xuất hiện trong cuộc Nội chiến Tây Ban Nha, trên khắp các mặt trận trong Chiến tranh thế giới thứ hai, và thậm chí ở Trung Quốc trong Chiến tranh Trung-Nhật. Kinh nghiệm thu được từ cuộc chiến ở Tây Ban Nha đã tạo nền tảng chiến thuật cho việc đánh chiếm Ba Lan vào năm 1939 và Pháp vào năm 1940. Từ năm 1941 trở đi, Panzer I đã tỏ ra lạc hậu và không có khả năng chống lại các loại xe tăng trên chiến trường, kể cả với các xe tăng hạng nhẹ như BT-7 và T-26 của Hồng Quân Liên Xô). Thay vào đó, khung gầm của tăng này được sử dụng cho các loại pháo tự hành (ví dụ như pháo Sturmpanzer I và Sturmpanzer II) và pháo tự hành chống tăng của Đức (Panzerjäger I). Panzer I không có gì nổi trội về tính năng chiến đấu nhưng nó là cơ sở để Đức tích lũy kinh nghiệm chế tạo ra những loại xe tăng sau này. Cũng có một số kế hoạch được đề ra nhằm nâng cấp loại tăng này từ nhiều quốc gia khác nhau. Quân đội Tây Ban Nha tiếp tục sử dụng loại tăng này đến tận năm 1954.

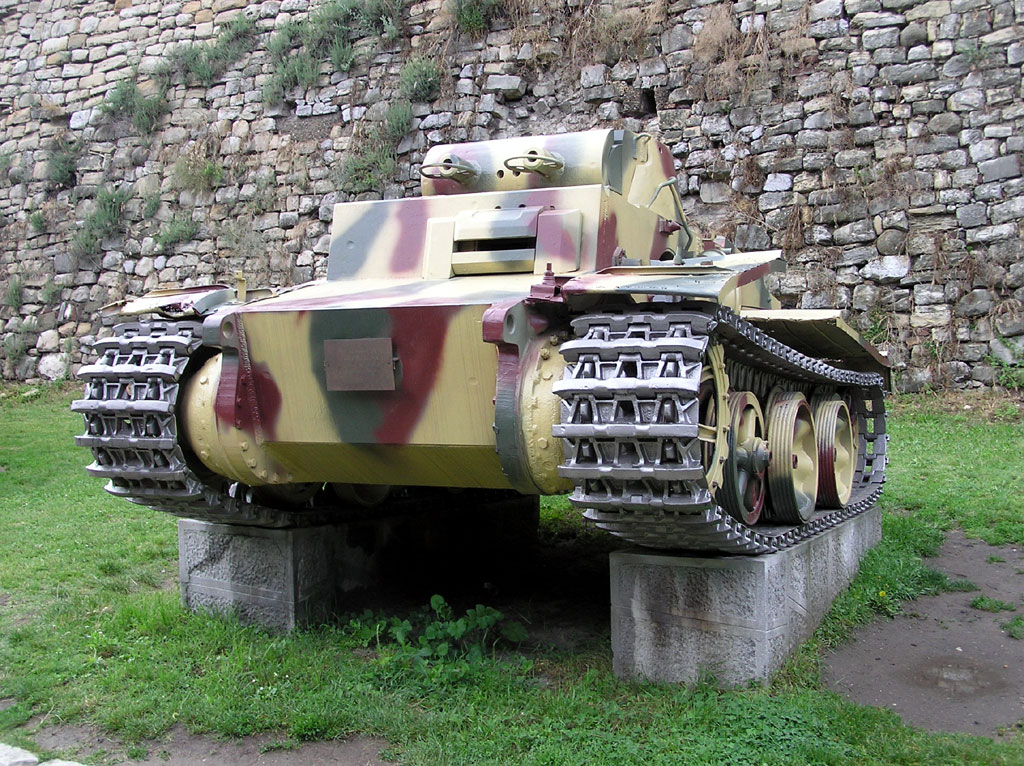
PzKpfw I Ausf. F trưng bày ở bảo tàng Belgrade Military

## Lịch sử phát triển
Hiệp ước Versailles được ký vào năm 1919 nghiêm cấm việc phát triển, sản xuất cũng như chế tạo xe tăng trong quân đội Đức. Tuy nhiên, một số sĩ quan đã bí mật nghiên cứu và phát triển các học thuyết cũng như chiến thuật sử dụng xe tăng. Bên cạnh đó, các tập đoàn công nghiệp Đức cũng được khuyến khích phát triển các thiết kế xe tăng, thậm chí họ còn bí mật hợp tác với các quốc gia khác như Liên Xô, Thụy Điển trong lĩnh vực này. Do đó, các kỹ sư đã thu thập được một lượng lớn thông tin quí giá cho những thiết kế tăng tương lai của mình. Từ những năm 1926, các công ty Đức đã chế tạo một nguyên mẫu trang bị pháo 75mm, được đặt tên là Großtraktor (tạm dịch là "máy cày cỡ lớn", nhằm che đậy mục đích thật của xe này). 2 năm sau, một phiên bản mới "Leichttraktor" (máy cày cỡ nhỏ) được thiết kế, trang bị một pháo 37mm KwK L/45.
Vào cuối thập niên 1920, trung tá Heinz Guderian đã lập ra một học thuyết xe tăng mới, cho rằng một sư đoàn thiết giáp nên có ba loại xe tăng, một loại được trang bị pháo cỡ 75mm, có độ cơ động cao, nhỏ gọn, dùng để thọc sâu vào phòng tuyến quân thù. Loại thứ hai được trang bị vũ khí hạng nhẹ, độ cơ động được hi sinh để đổi lấy lớp giáp dày, có thể chịu được hỏa lực từ pháo chống tăng, lựu pháo của địch, dùng để hỗ trợ bộ binh trên chiến trường. Loại cuối cùng phải được trang bị pháo có cỡ nòng rất lớn (105mm trở lên) nhằm phá hủy các công sự kiên cố của đối phương. Tuy nhiên, kế hoạch sản xuất các loại xe tăng này là không thực tế bởi giới hạn công nghệ của Đức thời bấy giờ.
Khi Hitler lên nắm quyền, ông đã ra lệnh thành lập sư đoàn tăng và thiết giáp đầu tiên. Để đơn giản hóa kế hoạch của mình, tướng Heinz Guderian gợi ý việc sử dụng hai loại xe tăng chủ lực (sau này là Panzer III và Panzer IV). Tuy vậy, nước Đức cần một giải pháp tạm thời. Bên cạnh đó, Quân đội Đức cũng yêu cầu một phương tiện để huấn luyện kíp lái của họ. Một thiết kế xe tăng hạng nhẹ được các kỹ sư đưa ra, sau này trở thành xe tăng Panzer I.

## Thiết kế
Vào tháng 7 năm 1932, tập đoàn Krupp của Đức cho ra một nguyên mẫu thiết giáp với tên gọi Landwerk Krupp A (viết tắt: LKA), lấy ý tưởng từ dòng Tankette Carden Loyd của Anh. Chỉ được trang bị hai súng trung liên MG-13, xe hoàn toàn không có khả năng đương đầu với xe tăng địch, giới hạn khả năng của xe trên chiến trường chỉ là trinh sát hoặc chống bộ binh.
Một phiên bản được sản xuất hàng loạt của dòng tăng này được thực hiện với sự hợp tác của các công ty lớn của Đức như Daimler-Benz, Henschel, MAN, Krupp và Rheinmetall. Nhiều thay đổi lớn được thực hiện như việc lắp đặt một tháp pháo thay vì sử dụng thiết kế liền khối như trước, với ký hiệu "Panzerkampfwagen I Ausfürung A hay PzKpfw I Ausf. A (tạm dịch "Xe chiến đấu bọc thép mẫu A"). Mẫu xe này được bọc giáp rất sơ sài (với lớp dày nhất chỉ vỏn vẹn 13mm), cộng thêm xe có rất nhiều lỗi kĩ thuật tồn đọng. Kíp lái gồm 2 người, Lái xe được bố trí ở phía trước khung xe, trong khi chỉ huy kiêm xạ thủ ngồi trong tháp pháo, 2 người liên lạc với nhau qua một hệ thống ống truyền âm, đạn dược được bố trí rải rác xung quanh thân xe.
Nhiều lỗi kĩ thuật ở bản A đã được khắc phục trong phiên bản B. Động cơ mới với hiệu suất cao hơn được sử dụng, ngoài ra còn được làm mát bằng nước, giúp giảm việc quá nhiệt. Hộp số cũng được cải thiện. Khung xe được kéo dài ra thêm 40 cm. Bộ giảm xóc cũng được nâng cấp. Khối lượng xe nặng thêm 400 kg.

### Bọc giáp

Giáp xe Panzer I Pz.Kpfw.I Ausf.A

Có thể xem hình bên để biết cấu tạo giáp của xe Panzer I.
Giống như mọi loại xe tăng hạng nhẹ khác, giáp của Panzer I rất mỏng. Nó chỉ đủ để chống được đạn từ súng bộ binh chứ không thể chống được đạn pháo.

## Lịch sử tác chiến
Hiệu quả trên chiến trường của dòng tăng này bị giới hạn bởi lớp giáp mỏng và hỏa lực yếu. Chỉ được thiết kế với mục đích huấn luyện, hai khẩu súng máy 7.92 mm MG13 không đủ để đương đầu với các loại thiết giáp đương thời. Tuy vậy, quân đội Đức vẫn sử dụng một lượng lớn loại xe tăng này trong các chiến dịch quan trọng từ tháng 9 năm 1939 tới tháng 12 năm 1941, khi mà các loại tăng mới tốt hơn chưa được sản xuất nhiều (như xe tăng Panzer III, Panzer IV, xe tăng Panther và Tiger). Những xe tăng này đã đóng góp một phần lớn cho các thắng lợi của quân đội Đức Quốc xã trong những năm đầu của cuộc chiến. Tháp pháo của những xe tăng nằy cũng được dùng cho các công sự ven biển nước Pháp.